# Louis Chevalier
Louis Chevalier, nacido el 29 de mayo de 1911 en L'Aiguillon-sur-Mer (Vendée, Francia) y fallecido el 3 de agosto de 2001 en París, es un historiador y demógrafo francés, profesor en el Collège de France de 1952 a 1981 y especialista de la historia de París. Es el autor de Classes laborieuses et classes dangereuses à Paris pendant la première moitié du XIXe siècle (1958). En su obra mezcla la estadística con la literatura.
También ocupó varias funciones institucionales como experto para la administración.

## Obras
- Le problème démographique nord-africain, PUF, 1947
- La Formation de la population parisienne au XIXe siècle, PUF, collection Travaux et documents / Institut national d'études démographique, 1949, 312 p.
- Démographie générale, éd. Dalloz, 1951, 599 p.
- Leçon inaugurale faite le 28 avril 1952, Collège de France, Chaire d'histoire et structure sociales de Paris et de la région parisienne, [Paris], [Collège de France], 1952, 38 p.
- Madagascar, population et ressources, préface par Alfred Sauvy, PUF, collection Institut national d'études démographiques, Travaux et documents, 1952, 212 p., cartes.
- Classes laborieuses et classes dangereuses, Plon, collection Civilisations d'hier et d'aujourd'hui, 1958, XXVIII-566 p. Rééd. Paris, Le Livre de poche, collection Pluriel, 1978 ISBN 2-253-02102-4
- Les Parisiens, Hachette, 1967, 395 p. Rééd. Paris, Hachette, Collection Pluriel, 1985, ISBN 2-01-011534-1
- Histoire anachronique des Français, Plon, 1974 (Grand Prix Gobert de l'Académie française), XII-346 p.
- L'Assassinat de Paris, Calmann-Lévy, Collection Archives des sciences sociales, 1977, 285 p. ISBN 2-7021-0176-3. Rééd. éditions Ivrea, 1997, présentation par Claude Dubois ISBN 2-85184-258-7
- Montmartre du plaisir et du crime, collection Les Hommes et l'histoire, Robert Laffont, 1980, 452 p.-[20] p. de pl., ISBN 2-221-00556-2 réédition 2016 éditions La Fabrique
- Histoire de la nuit parisienne : 1940-1960, Fayard, 1982 ISBN 2-213-01196-6
- Les Relais de mer. Un village de la côte vendéenne de la veille de la guerre de 14 aux lendemains de la Deuxième Guerre mondiale, Fayard, 1983, ISBN 2-213-01283-0
- Les Ruines de Subure : Montmartre, de 1939 aux années 80, Paris, R. Laffont, 1985, 370 p.-[16] p. de pl., ISBN 2-221-04828-8
- Juanito : Andalousie de boue et de sang, [Paris], Stock, collection, Un Livre, une vie, 1990, 434 p.-[16] p. de pl., ISBN 2-234-02234-7. Rééd. Paris, Payot, collection Petite bibliothèque Payot - documents 1994 ISBN 2-228-88865-6
- Splendeurs et misères du fait divers, Paris, Perrin, Collection Pour l’Histoire, 2003, 156 pages ISBN 2-262-01938-X (Édition, par Emilio Luque, de notes du cours donné par Louis Chevalier sur l'histoire du fait divers, au Collège de France, en 1981)